# Johannes Teutonicus Zemeke
Johannes Teutonicus Zemeke (auch Zemeken, Semeca, Cemeca, Semeko; * 11?? in der Nähe von Halberstadt; † 25. April 1245 in Halberstadt) ist der Verfasser der „Glossa ordinaria“ zum „Decretum Gratiani“ und der Glosse zu den Konstitutionen des vierten Laterankonzils.

## Leben
Johannes Teutonicus Zemeke stammt vermutlich aus bescheidenen Verhältnissen, weshalb seine Geburtsdaten nicht bekannt sind. Er studierte römisches und kanonisches Recht in Bologna bei Azo. Dort lehrte er bis 1220. Seinen Glossenapparat zum „Decretum Gratiani“ verfasste er ca. 1215–1217. Ähnlich wie Accursius konnte er sich wesentlich auf Vorlagen stützen, besonders die „Glossa Palatina“ mit Glossen des Laurentius Hispanus. Der Apparat des Johannes wurde bald als „Glossa ordinaria“ anerkannt, ab etwa 1240 in der von Bartholomäus Brixiensis überarbeiteten Fassung, auf der auch die späteren Druckausgaben beruhen.
Noch vor oder gleichzeitig mit der Ausarbeitung der „Glossa ordinaria“ glossierte Johannes die Konstitutionen des vierten Laterankonzils. Außerdem erarbeitete er einen Apparat zur Compilatio IV. Eine Approbation lehnte Papst Innozenz III. ab. Daraufhin beendete Johannes Teutonicus Zemeke seine Lehrtätigkeit in Bologna. Von 1220 an hielt er sich wieder in Halberstadt auf, wurde 1223 Propst des Halberstädter Liebfrauenstiftes und 1235 Dekan des Domkapitels. Sechs Jahre später, 1241, wurde Johannes Teutonicus Zemeke Dompropst. Gleichzeitig war er wiederholt als Schiedsrichter und als päpstlich delegierter Richter sowie als Verfasser von Rechtsgutachten tätig.
Im Domschatz zu Halberstadt ist ein reich illustriertes Missale (Inv.-Nr. 475) erhalten, das Johannes Teutonicus Zemeke gestiftet hat. Er war vermutlich auch Stifter des Nikolaus-Reliquiars für die Kathedralkirche um 1225. Carmassi geht zudem davon aus, dass Johannes Teutonicus Zemeke eine Reihe von liturgischen Büchern anfertigen ließ, die als komplettes Set für die Messfeier – wahrscheinlich am Hauptaltar – dienten.
Im westlichsten Joch des südlichen Chorumgangs, verbunden mit der Chorschranke, befindet sich im Halberstädter Dom ein Grabdenkmal für den Dompropst Johannes Zemeke. Zusammenhang, Alter und Funktion des Grabdenkmals sind unklar. Sicher ist nur, dass die Liegefigur und die Tumba nicht zusammengehören. Die Prälatenskulptur wirkt in ihrem Gesamteindruck und ihrer Machart älter als die Tumba, ihre Kleidung weist sie jedoch in das letzte Drittel des 15. Jahrhunderts. Der Architektur- und Figurenschmuck deutet auf eine Entstehung der Tumba im zweiten Drittel des 15. Jahrhunderts hin. 
Eine Zeichnung der Tumba von Hermann Heinrich Schäfer (1815–1873) aus dem Jahr 1842 befindet sich im Gleimhaus.

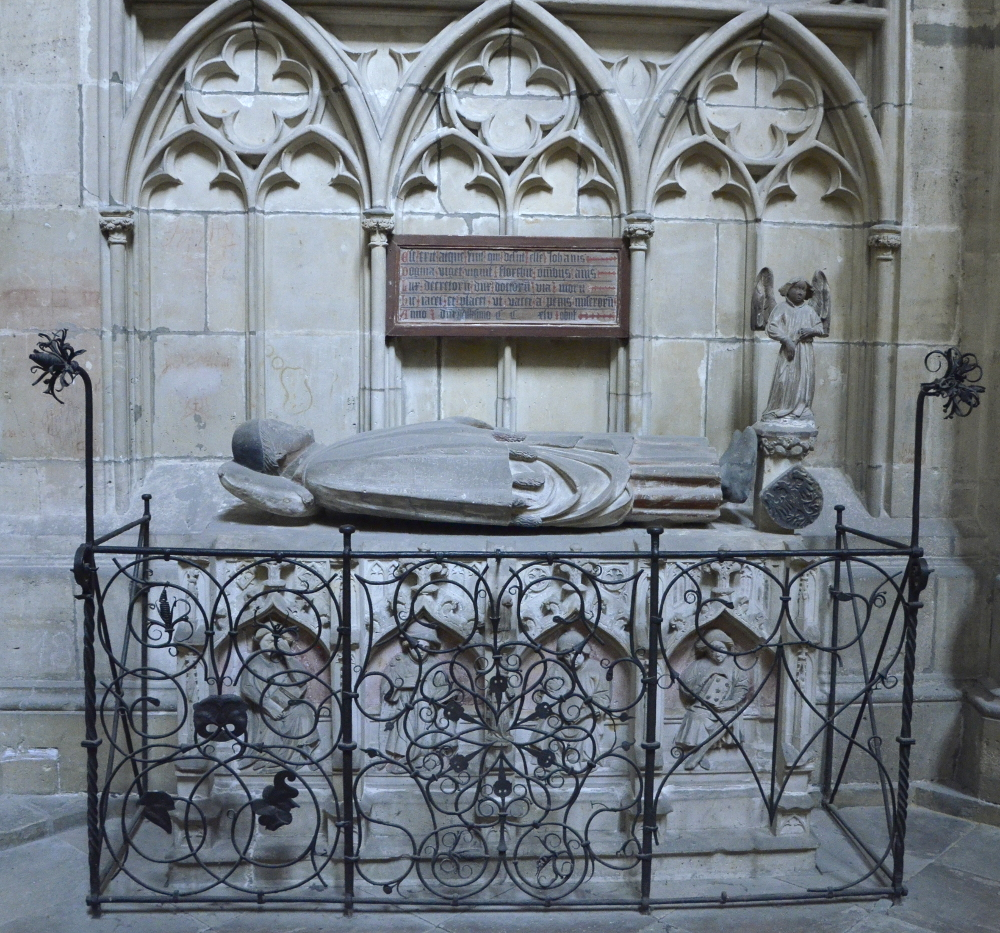
Grabdenkmal für den Johannes Teutonicus Zemeke im westlichsten Joch des südlichen Chorumgangs

## Historische Genauigkeit
Das Leben von Johannes Teutonicus Zemeke konnte nur fragmentarisch erfasst werden. Nach seinem Rückzug von der Lehrtätigkeit in Bologna tauchte in Halberstadt ein Johannes Zemeke auf. Die Literatur vermutet auf Grund ähnlicher Siegel in den Rechtsgutachten und der „Glossa ordinaria“ die Personenidentität. Die oben angeführten Daten basieren auf der gegenwärtigen Literatur.